# کمدن پراپرتی
کمدن پراپرتی (انگلیسی: Camden Property) شرکت املاک آمریکایی است، که در سال ۱۹۸۱ تأسیس شد.